# Anni Biechl
Anni Biechl-Capeller, née le 17 mars 1940 à Großinzemoos, est une athlète allemande de l'ex-Allemagne de l'Ouest spécialiste du 100 mètres. Licenciée au PSV Munich, elle mesure 1,63 m pour 60 kg.

## Carrière

### Palmarès
| Date | Compétition           | Lieu | Résultat | Performance |
| ---- | --------------------- | ---- | -------- | ----------- |
| 1960 | Jeux olympiques d'été | Rome | 2e       | 44 s 8      |

### Records
| Épreuve    | Performance | Lieu | Date |
| ---------- | ----------- | ---- | ---- |
| 100 mètres | 11 s 6      |      | 1959 |